# Adámandas
Adámandas (grec moderne : Αδάμαντας) est une localité située dans le dème de Milos, dans le district régional de Milos, dans la périphérie d'Égée-Méridionale, en Grèce.
Selon le recensement de 2021, elle compte 1 268 habitants.